# Pop-up restaurace

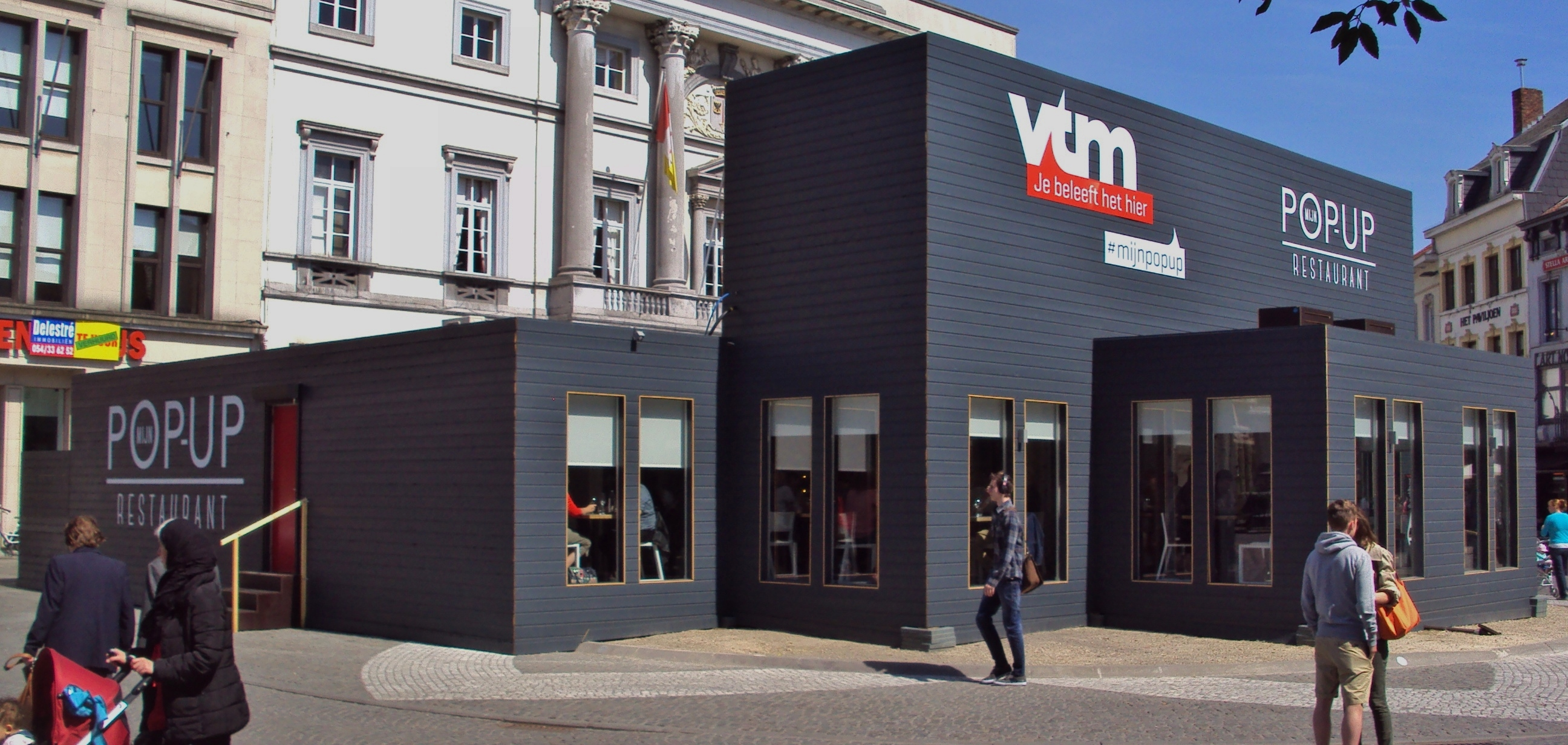
Pop-up restaurace

Pop-up restaurace je koncept v gastro podnikání, při kterém organizátor spojuje gastronomii s jiným kulturním nebo zážitkovým aspektem. Jejím cílem je nabídnout návštěvníkům neobvyklý gurmánský zážitek. Cílovou skupinou tohoto typu podnikání jsou lidé, kteří chtějí kromě jídla zažít i dobrodružství.
Pop-up restaurace se otevírají krátkodobě, čili někdy jen na jeden den, týden nebo měsíc. Slouží také jako nástroj propagace restaurace, šéfkuchaře, produktů nebo i charity, festivalu či veřejné sbírky.

## Místo pro pop-up restauraci
Nejjednodušší je otevření pop-up restaurace již na místě, kde je vytvořeno kuchyňské a stolní zázemí. To znamená ve stávajících restauracích, které jsou otevřené pouze určitou část dne (např. Pouze během snídaně a obědů) nebo zařízená restaurace, která se dlouhodobě nepronajímá.
Pop-up restaurace se dá otevřít i na netradičních místech jako skatepark, v přírodě, muzeu či galerií. Jsou však tak navýšeny náklady na zařízení kuchyně a jídelny.

## Restaurant Day
V tento den si může otevřít svou jednodenní pop-restauraci kdokoliv. Tento koncept vznikl v roce 2011 ve Finsku, kde Restaurant Day měl propagovat gastronomickou kulturu a přinést nové recepty a inspirace do gastronomie. V roce 2015 již do tohoto projektu bylo zapojeno 1698 pop-up restaurací v 35 zemích světa, mezi které patří i Praha, Bratislava a Vídeň.